# Їхня власна ліга
«Їхня власна ліга» (англ. A League of Their Own) — американська спортивна драма 1992 року режисера Пенні Маршалл, знята за сценарієм Лавелла Ґанца і Бабалу Мандела, написаним на основі оповідання Келлі Кенделі й Кім Вілсон про вигадані події у перші дні заснування Ліги жіночих бейсбольних команд США (англ. All-American Girls Professional Baseball League), яка дійсно існувала з 1943 року.

## Сюжет
1988 року Дороті Гінсон прибуває на відкриття виставки, присвяченої Лізі жіночих бейсбольних команд США, у Залі бейсбольної слави, що пробуджує у ній спогади про час заснування цієї ліги у 1943 році й про становлення та перші успіхи й невдачі команди.

## У ролях
| Актор               | Роль                                                       |
| ------------------- | ---------------------------------------------------------- |
| Том Генкс           | Джиммі Дуган, тренер                                       |
| Джина Девіс         | Дороті «Дотті» Гінсон (#8, кетчер/ помічник тренера)       |
| Білл Пуллман        | Боб Гінсон, чоловік Дороті                                 |
| Мадонна             | Мей Мордабіт (#5, інфілдер)                                |
| Лорі Петті          | Кіт Келлер (#23, пітчер)                                   |
| Розі О'Доннелл      | Дорріс Мерфі (#22, третя база)                             |
| Енн Ремсі           | Гелен Гейлі (#15, перша база)                              |
| Меган Кевена        | Марія Гуч (#32, друга база)                                |
| Фредді Сімпсон      | Еллен Сью Готлендер (#1, шорт-стоп/ пітчер)                |
| Трейсі Рейнер       | Бетті «Спагеті» Горн (#7, ліва кутова/ реліф-пітчер)       |
| Бітті Шрем          | Евелін Гарднер (#17, права кутова)                         |
| Рені Колман         | Еліс «Скітер» Касперс (#18, ліва кутова/ інфілдер/ кетчер) |
| Енн К'юсак          | Ширлі Бейкер (#11, ліва кутова)                            |
| Робін Кнайт         | Лінда «Бінз» Беббітт (шорт-стоп)                           |
| Петті Пелтон        | Мерблін Вілкінсон (друга база)                             |
| Келлі Сімпкінс      | Беверлі Діксон (4, аутфілдер)                              |
| Конні Паундс-Тейлор | Конні Колхаун (аутфілдер)                                  |
| Лінн Картрайт       | Дороті «Дотті» Гінсон у похилому віці                      |
| Юніс Андерсон       | Мей Мордабіт у похилому віці                               |
| Кетлін Батлер       | Кіт Келлер у похилому віці                                 |
| Віра Джонсон        | Дорріс Мерфі у похилому віці                               |
| Барбара Пілавін     | Гелен Гейлі у похилому віці                                |
| ПатриціяВілсон      | Марія Гуч у похилому віці                                  |
| Еугенія Маклін      | Еллен Сью Готлендер у похилому віці                        |
| Бетті Міллер        | Бетті «Спагеті» Горн у похилому віці                       |
| Ширлі Буркович      | Еліс «Скітер» Касперс у похилому віці                      |
| Барбара Ервін       | Ширлі Бейкер у похилому віці                               |
| Джон Ловітц         | Ерні Кападіно, бейсбольний скаут                           |
| Девід Стретейрн     | Іра Ловенштейн                                             |